# Stenopsyche furcatula
Stenopsyche furcatula är en nattsländeart som beskrevs av Martynov 1935. Stenopsyche furcatula ingår i släktet Stenopsyche och familjen Stenopsychidae. Inga underarter finns listade i Catalogue of Life.